# Cristal de espacio tiempo

Diagrama de fase de una transición de fase cuántica de segundo orden

Un cristal temporal, cristal en el tiempo,  o cristal de espacio tiempo es un sistema abierto no equilibrado con su entorno que exhibe la simetría de traslación de tiempo rota (TTSB). Es posible que un cristal de tiempo esté en equilibrio con su entorno. La idea de un cristal de tiempo fue propuesta por primera vez en 2012 por el premio Nobel y profesor del MIT Frank Wilczek. Los cristales temporales extienden la simetría tridimensional ordinaria vista en los cristales para incluir la cuarta dimensión del tiempo; un cristal de tiempo rompe espontáneamente la simetría de traslación en el tiempo. El patrón del cristal no se repite en el espacio, sino en el tiempo, lo que permite notablemente que el cristal esté en movimiento perpetuo. Los cristales temporales están estrechamente relacionados con los conceptos de energía del punto cero y el efecto Casimir dinámico.
En 2016 Norman Yao y sus colegas de la Universidad de California en Berkeley presentaron una propuesta concreta que permitiría crear cristales en el tiempo en el ambiente de laboratorio. Los esquemas de Yao entonces fueron utilizados por dos equipos, un grupo dirigido por Christopher Monroe en la Universidad de Maryland y un grupo dirigido por Mikhail Lukin en la Universidad de Harvard, y ambos fueron capaces de crear con éxito un cristal temporal. Ambos experimentos han sido aceptados para publicación en revistas revisadas por pares.
Se cree que los cristales temporales exhiben orden topológico, un fenómeno emergente, en el que las correlaciones no locales codificados en la función de onda completa de un sistema permiten la tolerancia a fallos contra perturbaciones, lo que permite estados cuánticos para estabilizar contra los efectos de decoherencia cuántica que suelen limitar su vida útil. La prevención de la decoherencia tiene una amplia gama de implicaciones: la eficiencia de algunas tareas de teoría de la información y termodinámica cuántica puede ser mejoradas grandemente cuando se utiliza estados cuánticos correlacionados. También los cristales en el tiempo podrían dar una comprensión más profunda de la teoría del tiempo.

## Visión general
La idea fue propuesta por Frank Wilczek en 2012. Su especulación era que una construcción tendría un grupo de partículas que se moverían y periódicamente regresarían a su estado original, quizás moviéndose en un círculo, y formando un cristal en el tiempo. Para que ese movimiento perpetuo pueda trabajar, el sistema no debe radiar su energía rotacional. Este tipo de movimiento es distinto al de corrientes persistentes en un superconductor, donde el par de Cooper rotante no son cristales temporales porque sus funciones de onda son homogéneas, lo que significa que la simetría de traslación del tiempo no es rota. En el sistema de anillo Wilczek, la simetría sería rota espontáneamente si su estado fundamental todavía implicara un movimiento continuo.
Tongcang Li y otros propusieron un sistema con iones de berilio circulando en una trampa magnética de iones cerca de 10−9 K. Wilczek también sugirió que podría ser posible un dispositivo de computación con diferentes estados rotacionales representando información, y tal vez clases diferentes de iones. Puesto que esta construcción está en el estado de energía más bajo, en principio podría sobrevivir a la muerte térmica del universo y continuar para siempre.
En mayo de 2013 investigadores anunciaron que intentarían construir un componente de un cristal de espacio tiempo, haciendo un anillo rotante de iones de calcio. Su ubicación sería limitada por un campo eléctrico, y la rotación en un estado fundamental sería forzada por un campo magnético. Las perturbaciones indeseadas serían minimizadas reduciendo la temperatura a 1 μK por medio de enfriamiento láser. La trampa de iones sería de 100 μm de ancho. La posible rotación del anillo de iones sería demostrada utilizando un láser para excitar electrónicamente a uno de los iones atrapados.
Patrick Bruno ha criticado este concepto, argumentando que el estado rotante de Wilczek no es el estado de fundamental del sistema. Deriva del supuesto cierto del estado fundamental no rotante. En agosto de 2013 Bruno presentó argumentos que indicaron que los sistemas de estados fundamentales rotantes son imposibles.
Haruki Watanabe y Masaki Oshikawa formalizaron la definición de cristales de espacio tiempo de un estado fundamental en donde el único requerimiento también incluye estados en equilibrio térmico. La definición utilizó la correlación del parámetro de orden local en puntos diferentes en el espacio y en el tiempo. Esta correlación en un cristal temporal muestra una oscilación periódica como función de diferencia de tiempo incluso si el volumen es incrementado al infinito. Luego afirmaron que la simetría de la traslación en el tiempo no puede ser rota, probando así que el cristal en el tiempo no existe. Con la extensión de la definición a cristales con una temperatura finita, el límite de Lieb-Robinson es usado para mostrar que para intervalos de tiempo bastantes pequeños la correlación sobre una diferencia de tiempo tiene un límite superior que tiende a 0 a medida que se incrementa el volumen.
Una idea similar llamada un cristal coreográfico ha sido propuesta.
En marzo de 2016, los investigadores Else, Bauer y Nayak propusieron que un sistema manejado de no equilibrio, llamado un "Sistema manejado Floquet-de-muchos-cuerpos-localizados", podría haber roto la simetría de tiempo.

## Cristales de espacio tiempo experimentales
En octubre de 2016, investigadores en la Universidad de Maryland, afirmaron haber creado el primer cristal temporal discreto. Utilizando la idea de la propuesta de marzo, atraparon una cadena de iones 171Yb+ (ytterbium) en una trampa de Paul, confinados por campos electromagnéticos de radio frecuencia. Uno de los dos estados de espín fue seleccionado por un par de rayos de láser. Los láseres fueron pulsados, con la forma del pulso controlado por un modulador acusto-óptico usando la ventana de Tukey para evitar demasiada energía en la frecuencia óptica incorrecta. Los estados de electrón hiperfinos son llamados 2S1/2 |F=0, mF = 0⟩ y |F = 1, mF = 0⟩. Los diferentes niveles de energía de estos son muy cercanos, separados por 12.642831 GHz. Diez iones enfriados por doppler fueron usados en una línea de 0.025 mm de largo. Los iones estaban acoplados entre ellos. Los investigadores observaron una oscilación subatómica. El experimento también mostró la "rigidez" del cristal temporal, donde la frecuencia de oscilación permanecía sin cambios incluso cuándo el cristal de tiempo era perturbado. Sin embargo, si la  perturbación era demasiado grande, el cristal temporal se "fundía" y perdía su oscilación.